# أولاد بانة
قرية أولاد بانه هي إحدى القرى التابعة لمركز المنزلة في محافظة الدقهلية في جمهورية مصر العربية. حسب إحصاءات سنة 2006، بلغ إجمالي السكان في أولاد بانه 1377 نسمة، منهم 752 رجل و625 امرأة.